# Эльдад, Исраэль
Исраэль Эльдад (Шайб) (ивр. ישראל אלדד‎; 11 ноября 1910, Подволочиск, Галиция, Австро-Венгрия, ныне Украина — 22 января 1996, Иерусалим, Израиль) — один из руководителей «Лохамей херут Исраэль» (Лехи), еврейской подпольной организации, действовавшей против британского мандата в Палестине с 1940 года и до основания Государства Израиль в 1948 году. Публицист, историк, философ.

## Биография

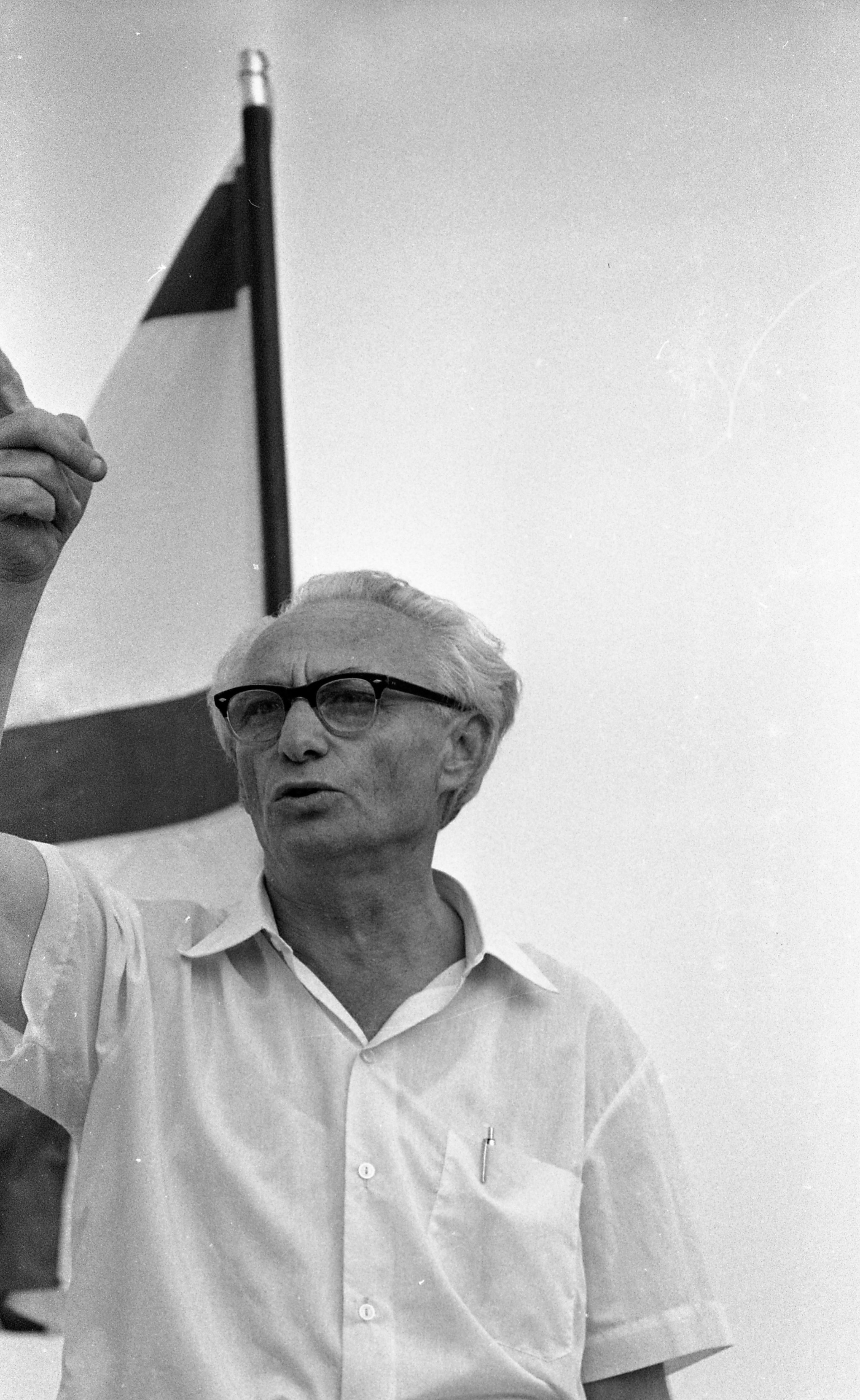

Учился в Венском университете, где получил степень доктора философии. После окончания учёбы преподавал ТАНАХ в Учительской семинарии в Вильнюсе, параллельно с этим был одним из руководителей Бейтара в Польше. В 1938 году на третьей конференции Бейтара в Варшаве, выступил на стороне Бегина (бывшего руководителем Бейтара в Польше) в его разногласиях с Жаботинским]. В 1940 году в Вильнюсе семьи Бегина и Эльдада (Шайба) были соседями, в момент ареста Бегина советскими властями им пришлось прервать шахматную партию.
Позже Эльдаду удалось по поддельным документам бежать в Эрец-Исраэль. Работал учителем в средней школе в Тель-Авиве. Вступил в «Иргун цваи леумми» (Эцел), но в скором времени был исключен из организации за резкие антибританские взгляды.
В 1941—1942 годах Эльдад помогал руководителю «Лехи» Аврааму Штерну (Яиру) редактировать газету «Бамахтерет» («В подполье»), призывавшей к борьбе с англичанами, и работал над комментариями к написанным Яиром «Принципам Возрождения». После гибели Штерна в феврале 1942 года, стал членом «Лехи», был главным идеологом организации, автором её листовок. Летом-осенью 1943 года Эльдад вместе с Ицхаком Шамиром и Натаном Ялин-Мором образовали новое руководство организации. Эльдад занимался идеологией и пропагандой, был редактором подпольных изданий Лехи: ежемесячного журнала «Ха-Хазит — Итон Лохамей Херут Исраэль» («Фронт — Газета борцов за свободу Израиля») (1943—1948), пользовавшегося большой популярностью среди жителей ишува, еженедельника «Ха-Ма‘ас» (1944—1950) и радиостанции ЛЕХИ «Голос еврейского подполья».
В своих статьях Эльдад писал, что еврейское национальное движение ничем не отличается от национальных движений других народов. Эрец-Исраэль — родина еврейского народа — находится «в руках чужеземных оккупантов, правящих при помощи силы», поэтому главная задача сейчас — «… освобождение еврейской страны от чужеземного владычества». Об арабском населении страны Эльдад писал: «Палестинские арабы не являются нацией, они не имеют политического самосознания и не стремятся к освобождению». Эльдад, как и все руководство Лехи, был настроен категорически против участия представителей ишува в войне с нацистской Германией.
В своей книге «Авнэй есод» («Фундамент») он писал:
- «До сих пор сионистское движение признавало право Англии властвовать в Эрец-Исраэль. Тот, кто ограничивается борьбой против „Белой книги“, не отрицает ещё тем самым права Англии быть здесь хозяином. Потому что тот, кто борется против какого-нибудь одного закона, признает за тем, кто издает эти законы, принципиальное право издавать их и дальше. Он добивается всего-навсего лучших законов. Мы же не признаем за Англией этого права — и должны вести себя с английской администрацией в Эрец-Исраэль как с оккупантами. Нужно вести против них самую настоящую войну…»

В апреле 1944 года в гимназию «Бен-Йегуда» в Тель-Авиве, где Эльдад работал учителем, прибыл наряд полиции с целью арестовать его. При попытке к бегству, он упал с четвёртого этажа, получил сильную травму позвоночника и, закованного в гипс, его поместили в тюрьму на Русском подворье. У Эльдада обнаружили 24 перелома и трещин. Несмотря на это, уже через неделю он диктует статьи для «Хазит». Когда же начинаются судебные процессы над членами «Лехи», он пишет им блестящие речи. В сентябре Шайб был переведен в лагерь в Латруне. Там он поменял своё прошлое подпольное прозвище «Самбатион», которое стало известно англичанам, на «Эльдад», в честь еврейского путешественника IX-го века Эльдада ха-Дани , который вел поиски десяти потерянных колен. Впоследствии подпольное прозвище Эльдад стало его фамилией.
В 1946 году в результате операции, проведенной ЛЕХИ, Эльдада удалось похитить из клиники доктора Троя в Иерусалиме, куда он был под конвоем привезен на проверку. После этого и до конца британского мандата он оставался на нелегальном положении, продолжая руководить деятельностью ЛЕХИ.
В 1947 году, ещё за несколько месяцев до выступления А. Громыко на специальной сессии ООН, в котором Громыко сказал, что «Советский Союз с пониманием относится к стремлению еврейского народа иметь собственное независимое государство», Лехи выпустила брошюру д-ра Эльдада «Основы еврейской внешней политики», в которой, в частности, говорилось :
- «Мы воюем против британского ига. Мы воюем за свои собственные интересы. Но, понятно, что после ухода Британии из Эрец-Исраэль, советская Россия несомненно извлечет для себя из этого стратегическую пользу. В этом аспекте возможны поэтому взаимопонимание и взаимная выгода.»

Накануне создания государства Израиль Центр организации ЛЕХИ принял решение о присоединении бойцов своей организации к ЦАХАЛ. 29 мая 1948 года, после переговоров, которые Елин-Мор и Эльдад вели с Исраэлем Галили и Леви Эшколем, все бойцы ЛЕХИ были впервые собраны вместе после выхода из глубокого подполья. По свидетельству Эльдада, из сотен бойцов он лично знал, может быть, пятьдесят или шестьдесят человек.
В июне 1948 года, после того, как по приказу Бен-Гуриона был расстрелян и затоплен корабль Альталена, на котором Эцель везла много оружия для армии, Эльдад предложил командиру Эцеля Менахему Бегину, чтобы солдаты из Эцеля и из ЛЕХИ покинули свои базы и объединились для освобождения Иерусалима. Бегин отказался, так как боялся, что этот шаг может привести к гражданской войне. Сам Эльдад прибыл в Иерусалим, в котором бойцы ЛЕХИ вели ожесточенные бои с арабами.
После образования государства Эльдад создал из бывших членов Лехи, придерживавшихся правой идеологии, движение «Хазит ха-моледет». После убийства 17 сентября 1948 года графа Ф. Бернадота, назначенного посредником ООН в арабо-израильском конфликте, движение «Хазит ха-моледет» было объявлено вне закона, многие его члены были арестованы, Эльдаду удалось скрыться.
В пятидесятые годы Эльдада, как правило, бойкотировали из-за его взглядов. В начале 1950-х году Бен-Гурион лично вмешался, чтобы не дать ему получить работу учителя в школе. Эльдад подал апелляцию в Высший суд справедливости (БАГАЦ), и хотя он выиграл дело, другие школы не решались принять его на работу. Позднее смог найти работу в Хайфском Технионе, где в течение 15 лет избирался студентами как «лучший лектор».
В 1950—1990 годы Эльдад был известным идеологом, публицистом, философом правого лагеря. В 1949—1964 годах он был редактором и издателем ежемесячного журнала «Сулам», в котором подвергал резкой критике политический курс правительства под руководством представителей социалистической партии «Мапай»), различные стороны и аспекты израильской политики и культуры.
Он был сторонником создания «настоящего Израильского царства», в состав которого входила бы вся библейская территория Эрец-Исраэль, и после Шестидневной войны Эльдад стал одним из основателей «Движения за неделимый Израиль» («Эрец-Исраэль ха-шлема»). Его предвыборная платформа включала темы, о которых другие партии предпочитали не упоминать. Так, там говорилось о необходимости двух эмиграций: эмиграции евреев из Советского Союза и эмиграции арабов, не согласных принять еврейскую власть, из Израиля.
На выборах 1969 г. идею «Эрец-Исраэль а-шлема» «в чистом виде» представлял только небольшой список «За Эрец-Исраэль»" «Кэн» («Да»), во главе которого стоял Эльдад. Список электорального барьера не прошёл.
В том же году рав Меир Кахане начал борьбу за свободу советских евреев, а ещё через два года он предложил план эмиграции арабов в арабские страны. В 1971 году Эльдад опубликовал большую статью в газете «Йедиот ахронот», в которой поддержал борьбу р. Кахане и защищал его от нападок, а в 1973 году, когда р. Кахане первый раз баллотировался в Кнессет, Эльдад помог ему составить предвыборную программу.
В 1978 году Исраэль Эльдад вместе со своим сыном Арье Эльдадом опубликовал книгу «Задача: Иерусалим».
В 1979 году, после того, как Бегин подписал Кемп-Дэвидские соглашения о передаче Египту Синайского полуострова, создав тем самым прецедент разрушения еврейских поселений и изгнания евреев из их домов, Эльдад резко критикует эти действия Бегина и становится одним из основателей партии «Тхия», в которую вступают противники Кемп-Дэвидских соглашений, среди которых была были крупнейший израильский физик проф. Яков Неэман, бывший диктор подпольной радиостанции ЛЕХИ, Геулла Коэн и другие. Несмотря на то, что Эльдад был одним из её инициаторов, в список кандидатов в Кнессет не попал. В результате, он прекратил деятельность в новой партии, но опубликовал статью, в которой призывал её поддержать.
С 1963 года Эльдад был преподавателем гуманитарных дисциплин в Технионе (Хайфа). Занимался исследовательской работой в области библеистики, написал книгу «Хегйонот Микра» («Идеи Библии», 1958). Эльдад был редактором оригинального издания «Хроника. Новости из прошлого» в форме современной ежедневной газеты, посвященного библейской истории. Эльдад написал воспоминания о годах, проведенных в подполье: «Ма‘асер ришон» («Первая десятина»; 1950) и книгу «Еврейская революция» (на английском языке, 1978). За перевод на иврит сочинений Ф. Ницше (тт. 1-4, 1968-69) Эльдаду была присуждена премия имени Ш. Черниховского (1977).
В 1980—1990-е годы Эльдада стали приглашать участвовать в семинарах, теле- и радиопрограммах, дискуссиях, он продолжал писать статьи в газетах и журналах, вышли в свет сборники его статей, он был удостоен нескольких премий.
Летом 1991 года Эльдад отправился в Советский Союз, где читал лекции еврейской общественности. Он посетил Вильнюс, город, который он покинул в годы войны за пятьдесят лет до нынешнего визита. Во время августовских событий он был в Ленинграде и Москве. О падении коммунизма Эльдад сказал: «У меня было ощущение, как будто рухнул Ватикан»